# Marc Fitoussi
Pour les articles homonymes, voir Fitoussi.
Marc Fitoussi, né le 20 juillet 1976, est un réalisateur et scénariste français.

## Biographie
Après un cursus universitaire d'anglais et d'histoire de l'art, Marc Fitoussi intègre la première promotion du Conservatoire européen d'écriture audiovisuelle (CEEA). C'est là qu'il se forme au métier de scénariste. Il entame parallèlement une carrière de réalisateur en tournant plusieurs courts métrages dont Illustre Inconnue et Bonbon au poivre qui lui vaut une nomination au César du meilleur court-métrage en 2007.
Cette même année, il réalise son premier long métrage intitulé La Vie d'artiste, avec Sandrine Kiberlain, Denis Podalydès et Émilie Dequenne dans les rôles principaux. Ce film obtient le prix Michel-d'Ornano attribué à la meilleure première œuvre de fiction française.
En 2010 sort son deuxième long métrage Copacabana interprété par Isabelle Huppert et sa fille Lolita Chammah et présenté à Cannes dans le cadre de la Semaine de la Critique.
Il enchaîne en 2012 avec Pauline détective, une comédie pop et stylisée et retrouve Sandrine Kiberlain dans le rôle-titre.
Puis il réalise La Ritournelle qui sort en salles le 11 juin 2014. Le film met en scène Isabelle Huppert et Jean-Pierre Darroussin en couple d'éleveurs bovin miné par la routine. C'est un succès critique et public.
En 2016 sort son cinquième long-métrage, la comédie dramatique Maman a tort. Le film réunit Émilie Dequenne et la jeune Jeanne Jestin, découverte dans Le Passé d'Asghar Farhadi.
Il réalise en 2018 trois épisodes de la saison 3 de la série Dix pour cent, dont ceux de Monica Bellucci et d'Isabelle Huppert.
En 2019, il participe au film à sketches Selfie. Son segment intitulé Le Troll (roman épistolaire) met en scène Elsa Zylberstein et Max Boublil.
Il revient en 2020 avec Les Apparences, un thriller très librement adapté du roman Trahie signé Karin Alvtegen. Karin Viard et Benjamin Biolay en sont les principaux interprètes.
Il co-écrit et réalise trois épisodes de l'ultime saison de Dix pour cent, avec pour vedettes Charlotte Gainsbourg, Sandrine Kiberlain et Sigourney Weaver.
Enfin, il écrit et réalise la comédie Les Cyclades, tournée principalement en Grèce avec Laure Calamy, Olivia Côte et Kristin Scott Thomas. Le film sort en salles en France le 11 janvier 2023.

## Filmographie

### Au cinéma

#### Scénariste et réalisateur
- 1999 : Ma vie active, réalisé avec Elsa Barrère (court métrage)
- 2002 : Sachez chasser, réalisé avec Elsa Barrère (moyen métrage)
- 2004 : Illustre Inconnue (court métrage)
- 2005 : Bonbon au poivre (moyen métrage)
- 2007 : La Vie d'artiste
- 2010 : Copacabana
- 2012 : Pauline détective
- 2014 : La Ritournelle
- 2016 : Maman a tort
- 2019 : Selfie, segment Le Troll
- 2020 : Les Apparences
- 2022 : Les Cyclades

#### Scénariste
- 1998 : Les Fleurs de l'Algérien de Nader Takmil Homayoun (court métrage)

### À la télévision
- 2006 : L'Éducation anglaise (documentaire sur des adolescents français en séjour linguistique en Angleterre)
- 2008 : Des Figurants (documentaire qui suit les parcours parallèles de trois figurants de cinéma)
- 2018-2020 : Dix pour cent (saisons 3 et 4, épisodes Monica, Isabelle, ASK, Charlotte, Sandrine et Sigourney)
- 2024 : Ça, c'est Paris !